# Opole
Opole (pronunciado [ɔˈpɔlɛ]ⓘ ; en alemán: Oppeln) es una ciudad del sur de Polonia, a orillas del río Oder. Su población es de 129 553 habitantes y es la capital del voivodato de Opole. Es también la sede del condado de Opole (powiat opolski). Es la capital histórica de la Alta Silesia. Actualmente, muchos alemanes de Alta Silesia y polacos de ascendencia alemana viven en la región de Opole y en la propia ciudad.

## Historia

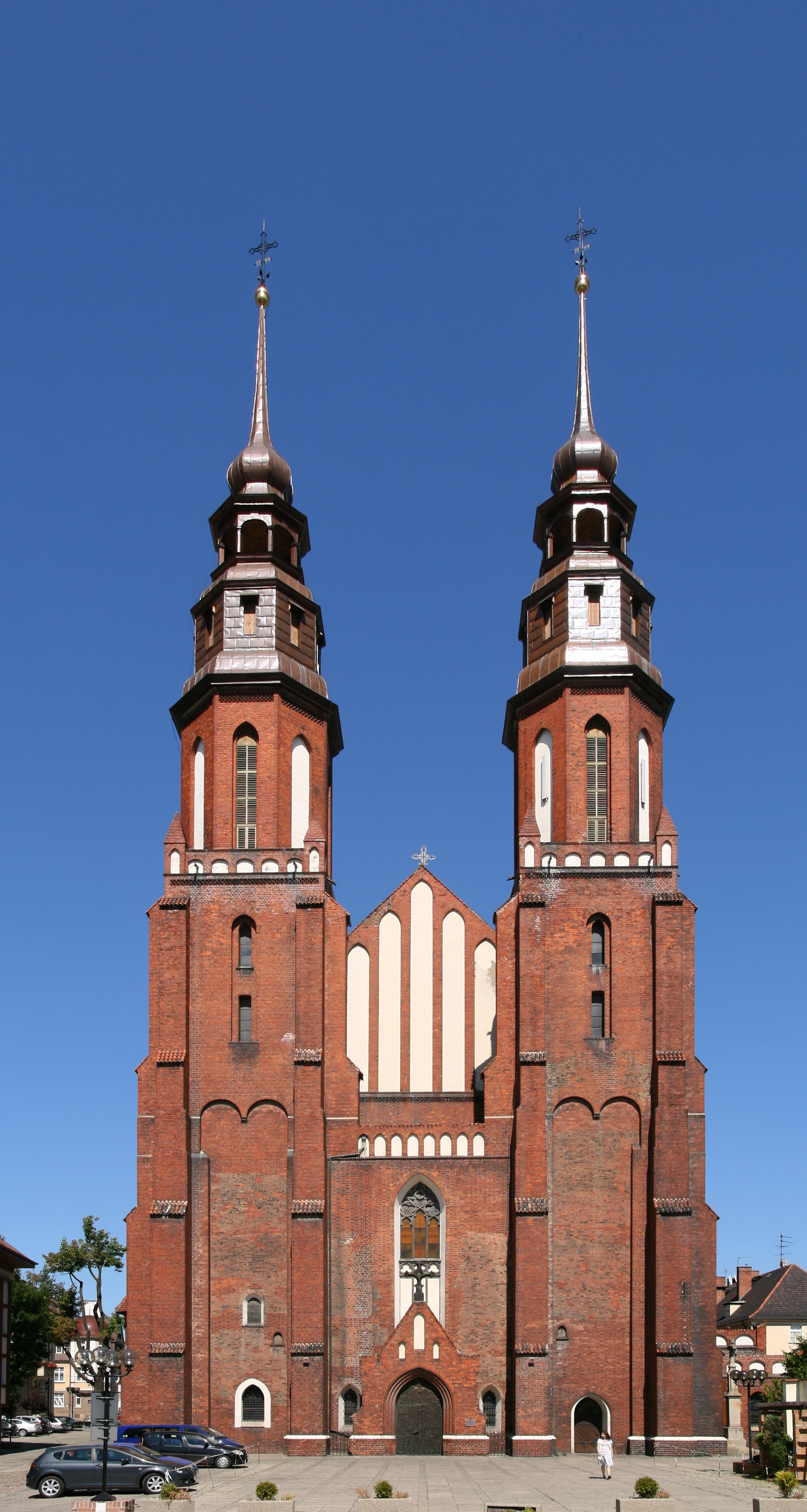
Catedral de Opole.

Antes del siglo V la región que rodea Opole estaba habitada por vándalos y tal vez burgundios. Tribus eslavas occidentales ocuparon la zona una vez que los germanos las abandonaron para invadir el Imperio romano. La región de Opole fue la cuna de la tribu de los opolanos, que se integró en el Estado Polaco recién creado en 966.
Opole se desarrolló a partir del siglo X como capital regional de los eslavos opolanianos. Sus primeros poblamientos fueron en la isla Wyspa Piaseka en el curso medio del río Oder. A finales de siglo Silesia pasó a formar parte de Polonia y fue gobernada por la dinastía de los Piast; las tierras fueron conquistadas por el duque Boleslao I en 1012/1013. A partir de los siglos XI y XII también fue distrito. Junto al resto de Silesia, Opole volvió a formar parte del Sacro Imperio Romano Germánico en 1163. Tras la muerte del duque Vladislao II el Desterrado, Silesia fue dividida, en 1163, entre las dos ramas de los Piastas: la rama Wrocławska de Baja Silesia y la rama Opolsko-Raciborska de Alta Silesia. Opole pasó a ser capital de este último ducado en 1217 y uno de los centros más importantes de la Silesia polaca junto a Legnica y Brzeg. En 1281 Alta Silesia se dividió a su vez entre los herederos de los duques y se crea el Ducado de Opole.
Comerciantes alemanes establecieron una colonia en Opole y a partir de 1217 empezaron a llegar los primeros colonos alemanes. Opole obtuvo los primeros privilegios en 1254, por la ley alemana de ciudades, privilegios que se ampliaron con la ley Neumarkt de 1327 y con el Derecho de Magdeburgo de 1410. Al igual que la mayor parte de Silesia, el Ducado de Opole pasó a depender en 1327 del Reino de Bohemia, parte del Sacro Imperio Romano Germánico. En 1521 el Ducado de Racibórz (Ratibor) fue heredado por el Ducado de Opole, ya entonces conocido por su nombre alemán Oppeln. A la muerte del rey Luis II de Bohemia en la batalla de Mohács, Silesia pasa a Fernando I, pasando Oppeln y el resto de Silesia a formar parte de los dominios de la dinastía Habsburgo. Los Habsburgo tomaron posesión directa de la región en 1532 una vez extinguida la rama local de los duques Piastas. A partir de 1532 los Habsburgo cedieron el ducado a diferentes gobiernos. Con la abdicación del rey Juan II Casimiro de Polonia como último duque de Opole en 1668, la región pasó a ser controlada directamente por los Habsburgo.

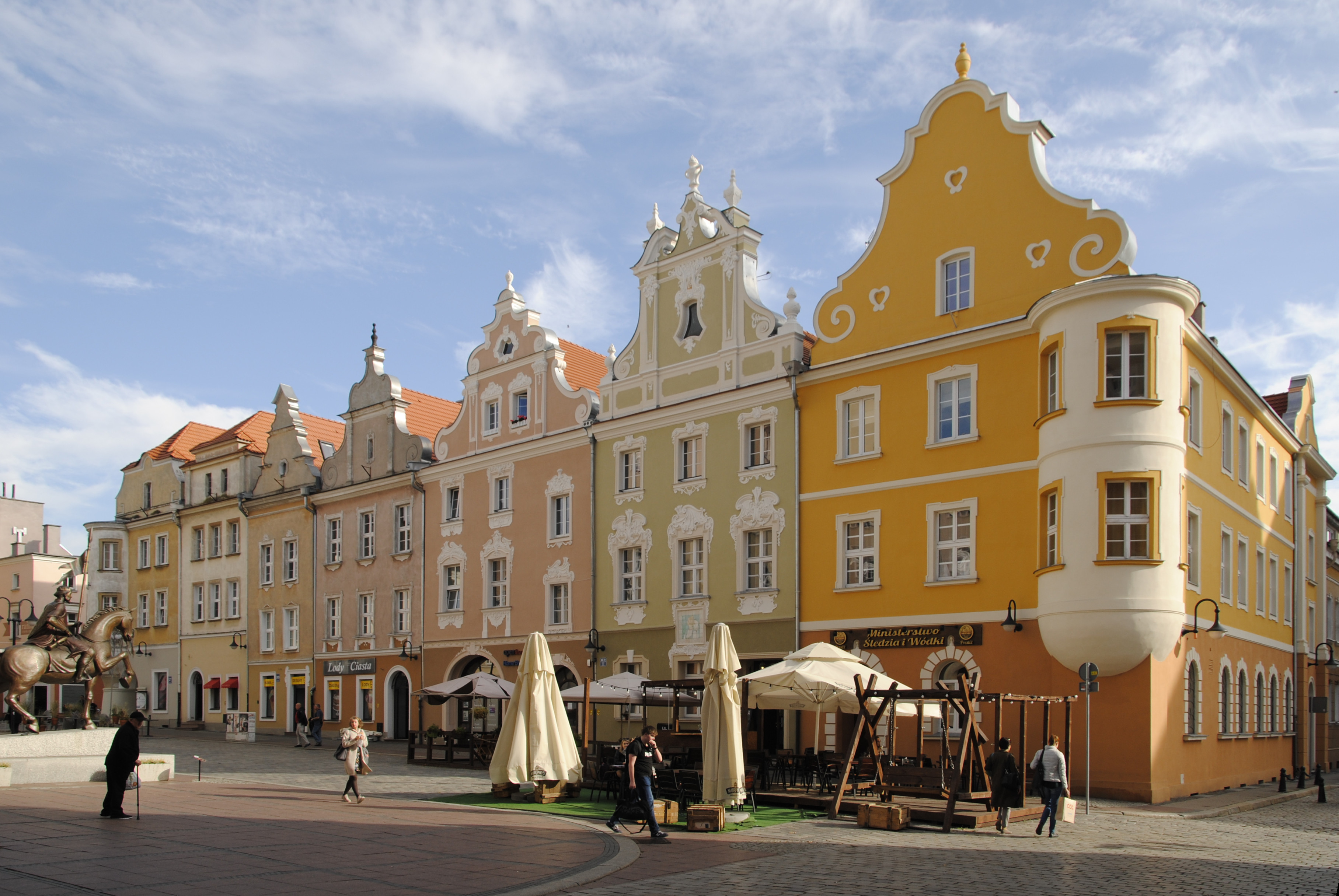
Casas históricas en la plaza del mercado

El rey Federico II de Prusia conquistó la mayor parte de la Silesia austriaca en 1740, durante las Guerras de Silesia. El control prusiano se confirmó en la Paz de Breslavia (1742). Entre 1816 y 1945 Opole fue la capital del Regierungsbezirk Oppeln incluida en Prusia. La ciudad se integró en el Imperio alemán durante la unificación de Alemania en 1871.
Tras la derrota de la Alemania Imperial en la Primera Guerra Mundial, se llevó a cabo un plebiscito el 20 de marzo de 1921 en Oppeln para determinar si la ciudad pasaba a formar parte de la República de Weimar o de la Segunda República de Polonia. 20 816 (94,7 %) votos fueron favorables a Alemania, 1098 (5,0 %) a Polonia y 70 (0.3 %) nulos. La participación fue del 95,9 %. La parte oriental de Alta Silesia, incluyendo la región industrial de Katowice (Kattowitz), pasó a Polonia en 1922.
Oppeln fue sede administrativa de la provincia de Alta Silesia entre 1919 y 1939. Con la derrota de Polonia a principios de la Segunda Guerra Mundial en 1939, la parte oriental de la Alta Silesia se reintegró a la provincia alemana de Alta Silesia y Oppeln perdió su condición de capital de provincia en beneficio de Katowice (nuevamente renombrada Kattowitz).
Después de la Segunda Guerra Mundial en 1945, Oppeln pasó de Alemania a Polonia, siguiendo los acuerdos de la Conferencia de Potsdam y recuperó su antiguo nombre eslavo de Opole. Se integró primero en la Voivodia de Katowice (entre 1946 y 1950), pasando luego al Voivodato de Opole. A diferencia de otros territorios orientales del Reich cedidos a Polonia, en la región de Opole no se expulsó a la población alemana y hoy esta zona es un centro de la minoría de lengua alemana en Polonia.
Junto al alemán, muchos ciudadanos de Opole-Oppeln utilizaban antes de 1945 un dialecto de gran influencia germano-silesiana conocido como Alto Silesiano, Wasserpolnisch o Wasserpolak. Por esa razón, la administración polaca, tras la anexión de Silesia en 1945, no expulsó de modo generalizado a los germanohablantes en Opole, como sucedió en la Baja Silesia, donde la población hablaba exclusivamente alemán. Fueron considerados polacos "autóctonos" y los hablantes del dialecto Wasserpolak obtuvieron el derecho de permanecer en su tierra natal. Muchos germanoparlantes se beneficiaron de esta decisión, permitiéndoseles permanecer en Oppeln, aunque algunos se consideraran de nacionalidad alemana. La ciudad y sus alrededores cuenta actualmente con la mayor concentración de alemanes y alto-silesianos de Polonia.

### Demografía

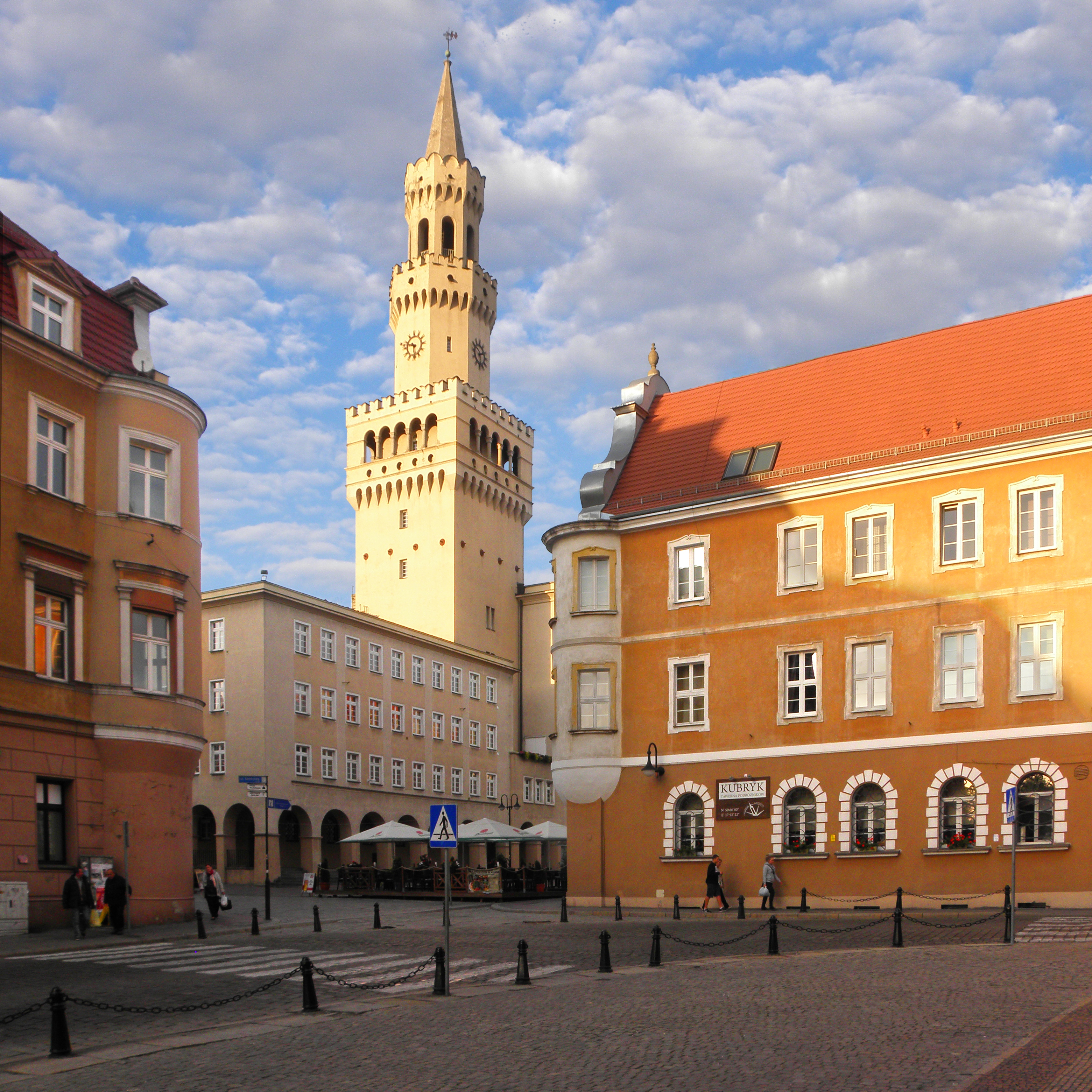
Prefectura de Opole.

| Fecha | Población |
| ----- | --------- |
| 1533  | 1 420     |
| 1691  | 1 191     |
| 1700  | 1 150     |
| 1746  | 1 161     |
| 1750  | 2 450     |
| 1787  | 2 802     |
| 1800  | 3 073     |
| 1816  | 4 050     |
| 1819  | 4 896     |
| 1825  | 5 987     |
| 1834  | 6 496     |

| Fecha               | Población |
| ------------------- | --------- |
| 1850                | 8 280     |
| 1858                | 8 877     |
| 1875                | 12 694    |
| 1890                | 19 000    |
| 1905                | 30 112    |
| 1910                | 33 907    |
| 1924                | 43 000    |
| 1932                | 45 532    |
| 1936                | 50 561    |
| 17 de marzo de 1939 | 50 540    |
| 24 de marzo de 1945 | 170       |

| Fecha                   | Población |
| ----------------------- | --------- |
| julio de 1945           | 13 000    |
| 1946                    | 40 000    |
| 1950                    | 50 300    |
| 1956                    | 56 400    |
| 1960                    | 63 500    |
| 1965                    | 70 000    |
| 1971                    | 87 800    |
| 1973                    | 92 600    |
| 31 de diciembre de 1989 | 127 653   |
| Censo de 1992           | 129 552   |
| Censo de 2002           | 129 946   |
| 31 de diciembre de 2004 | 128 864   |

## Educación
- La Universidad de Opole (Uniwersytet Opolski)
- La Escuela politécnica de Opole (Politechnika Opolska)
- La Alta Escuela de Medicina de Opole (Panstwowa Medyczna Wyższa Szkoła Zawodowa w Opolu)

## Ciudades hermanadas
- Alytus (Lituania)
- Bonn (Alemania)
- Carrara (Italia)
- Grasse (Francia)
- Kuopio (Finlandia)
- Ingolstadt (Alemania)
- Mülheim an der Ruhr (Alemania)
- Roanoke (Estados Unidos)
- Székesfehérvár (Hungría)